# Strażnicy czasu
Strażnicy czasu (ang. Time Squad) – amerykański serial animowany, którego twórcą jest David Wasson. W Polsce początkowo emitowany na Cartoon Network, potem na kanale Boomerang, obecnie nieemitowany.

## Fabuła
W roku milionowym istnieje służba o nazwie Strażnicy Czasu. Monitoruje przeszłość i ją naprawia, gdyż w miarę postępu odkryto, że przeszłość nie jest niezmienna. Im dłużej trwa historia, tym bardziej staje się niestabilna. Zdarza się, iż postaci historyczne (tak dobre jak i złe) ni z tego ni z owego zaczęły zajmować się profesjami innymi niż te, z których zasłynęły, co może mieć ogromny wpływ na wydarzenia w przyszłości, gdzie żyją postaci serialu. Tym niemniej jednak, komputery zapisują jak powinno być. Np. Albert Einstein handluje samochodami, Czarnobrody jest wojującym obrońcą morskich ssaków etc. Normalne drużyny Strażników Czasu składają się tylko z dwóch osób: Komandosa, który jest dowódcą i robota ogólnego przeznaczenia. Jest źródłem informacji, wehikułem czasu który jest częścią ciała, może być też bronią lub pojazdem. Bohaterami serialu jest jedna z tych drużyn. Dysfunkcyjna, bo komandos jak skrajnie nieodpowiedzialny i infantylny, wszystko chce rozwiązywać siłą. Dyski twarde robota nie zawierają informacji czym dana postać historyczna winna się zajmować. Wie tylko, że na pewno nie tym co robi i co wywołało alarm. Niektóre podzespoły ma przestarzałe. Bazę stanowi stacja kosmiczna na orbicie okołoziemskiej, którą mają wyłącznie dla siebie. Próbując rozwiązać sprawę Elaja Whitneya, przypadkiem trafili do XX wieku i zabrali ze sobą sierotę o imieniu Otto. Jest geniuszem historycznym i najbardziej użytecznym członkiem zespołu. To sprzeczne z regulaminem, ale nie mają wyjścia. Bo tylko on wie jakimi profesjami powinny się zajmować postaci historyczne oraz zna ich biografie. Inne drużyny Strażników Czasu występują rzadko i są bardzo samodzielne.

## Bohaterowie
- Otto Osworth – 8-letni sierota z początku XXI wieku. Mały geniusz z dziedziny historii – zazwyczaj to on wpada na pomysł, który ratuje później całą trójkę i naprawia historię. Mimo bycia molem książkowym jest dość energiczny i skory do zabaw jak każde dziecko w jego wieku. Ma wielkie kompleksy z powodu bycia okularnikiem.
- Buck Tuddrussel – jeden z dwóch oficjalnych Strażników Czasu. Buck jest wielkim i infantylnym mięśniakiem, dla którego jedynym rozwiązaniem każdego problemu jest wyjście siłowe. Jest wyjątkowo głupi, jednak mimo to posiada rozległą wiedzę na temat historii Dzikiego Zachodu. Ma świetny kontakt z Ottonem i wobec zachowuje się jak starszy kolega. Nienawidzi ekologii i zdrowej żywności. Jest byłym mężem Sheili Sternwell, innego komandosa. Pochodzi z Teksasu.
- Larry 3000 – jeden z dwóch oficjalnych Strażników Czasu. Zniewieściały i sarkastyczny robot, zaprogramowany pierwotnie na bycie dyplomatą. W momencie, gdy wszystkie państwa świata zlały się w jedno supermocarstwo jego umiejętności stały się zbędne. Jako jedyny potrafi obsługiwać komputer pokładowy na stacji i technologię przenosin w czasie. Larry na stacji kosmicznej pełni rolę wszystkiego, a co najbardziej go frustruje: sprzątaczki, praczki, pomywaczki i pokojówki. Często irytuje się z powodu Tuddrussela, jednak nie wyobraża życia bez niego.

## Odcinki

### Spis odcinków
| Nr             | Polski tytuł                                   | Angielski tytuł                       |
| -------------- | ---------------------------------------------- | ------------------------------------- |
|                |                                                |                                       |
| SERIA PIERWSZA |                                                |                                       |
|                |                                                |                                       |
| 01             | Mięsożerne dzieło Eli Whitneya                 | Eli Whitney’s Flesh-Eating Mistake    |
| 01             | Darowanemu koniowi nie patrzy się między deski | Never Look A Trojan In The Gift Horse |
|                |                                                |                                       |
| 02             | Napoleon uparty                                | Napoleon The Conquered                |
| 02             | Konfucjusz mówi… o wiele za dużo               | Confucius Say… Way Too Much           |
|                |                                                |                                       |
| 03             | Wyspa Doktora Freuda                           | The Island Of Dr. Freud               |
| 03             | Siema Da Vinci                                 | Daddio Da Vinci                       |
|                |                                                |                                       |
| 04             | Tajemnica Wielkiego Ala                        | Big Al’s Big Secret                   |
| 04             | Ewolucja Larry’ego                             | Larry Upgrade                         |
|                |                                                |                                       |
| 05             | Nieprawy Abe                                   | Dishonest Abe                         |
| 05             | Czarnobrody i walenie                          | Blackbeard, Warm Heart                |
|                |                                                |                                       |
| 06             | Avon Cezar                                     | To Hail With Caesar                   |
| 06             | Jak Robin robił to co należy                   | Robbin’ And Stealin’ With Mr. Hood    |
|                |                                                |                                       |
| 07             | Sztuka latania według braci Wright             | If It’s Wright, It’s Wrong            |
| 07             | Ogłoszenie rekrutacyjne                        | Recruitment Ad                        |
| 07             | Jak zabić czas                                 | Killing Time                          |
|                |                                                |                                       |
| 08             | Ludwig Van Beton Pięść                         | Ludwig Van Bone Crusher               |
| 08             | Patrol na herbatce                             | Tea Time For Time Squad               |
|                |                                                |                                       |
| 09             | Nie każdemu Edgarowi świeci słoneczko          | Every Poe Has A Silver Lining         |
| 09             | Betsy Ross i hipisowska flaga                  | Betsy Ross Flies Her Freak Flag       |
|                |                                                |                                       |
| 10             | Nowe szaty premiera                            | The Prime Minister Has No Clothes     |
| 10             | Orzechowe szaleństwo                           | Nutorious                             |
|                |                                                |                                       |
| 11             | Miłość i gniew Kubilaj Chana                   | Kubla Khan’t                          |
| 11             | Lewis i Clark… i Larry                         | Lewis And Clark And Larry             |
|                |                                                |                                       |
| 12             | Ivan nieznośny                                 | Ivan The Untrainable                  |
| 12             | Kowboj pocztowy                                | Where The Bufalo Bill Roams           |
|                |                                                |                                       |
| 13             | Superman kontra Houdini                        | Houdini Whodunit!?                    |
| 13             | Święta wojna                                   | Feud For Thought                      |
|                |                                                |                                       |
| SERIA DRUGA    |                                                |                                       |
|                |                                                |                                       |
| 14             | Kto się boi kanapki?                           | A Sandwich By Any Other Name          |
| 14             | Królowa zakupów                                | Shop Like An Egyptian                 |
|                |                                                |                                       |
| 15             | Planeta much                                   | Planet Of The Flies                   |
| 15             | Na czym siedzi Siedzący Byk                    | Keeping It Real With Sitting Bull     |
|                |                                                |                                       |
| 16             | Trzy razy Atylla                               | A Thrilla At Attila’s                 |
| 16             | Nuda                                           | Cabin Fever                           |
|                |                                                |                                       |
| 17             | Pasteryzacja Pasteura                          | Pasteur’s Packs O’Punch               |
| 17             | Niemoc twórcza                                 | Floundering Fathers                   |
|                |                                                |                                       |
| 18             | Ojciec śmieszny                                | The Clownfather                       |
| 18             | Przyjaźń ci wszystko wybaczy                   | Hate And Let Hate                     |
|                |                                                |                                       |
| 19             | Miłość od pierwszego wzlotu                    | Love At First Flight                  |
| 19             | To samo ’Alamo’                                | Forget The Alamo                      |
|                |                                                |                                       |
| 20             | Recydywa                                       | Repeat Offender                       |
| 20             | Panie i panowie, Monty Zuma                    | Ladies And Gentlemen, Monty Zuma      |
|                |                                                |                                       |
| 21             | W Białym Domu straszy                          | White House Weirdness                 |
| 21             | Zagroda Nobla                                  | Nobel Peace Surprise                  |
|                |                                                |                                       |
| 22             | Samowolka                                      | Out With The In Crowd                 |
| 22             | Teraz Teatr                                    | Child’s Play                          |
|                |                                                |                                       |
| 23             | Dzień Larry’ego                                | Day Of The Larrys                     |
| 23             | Ostrzeżenie z przyszłości                      | Old Timer’s Squad                     |
|                |                                                |                                       |
| 24             | Billy niemowlak                                | Billy The Baby                        |
| 24             | Ojciec jako Figura jego Kontynentu             | Father Figure Of Our Country          |
|                |                                                |                                       |
| 25             | Zazdrosny robot                                | X Marks The Spot                      |
| 25             | Koniofobia                                     | Horse Of Horrors                      |
|                |                                                |                                       |
| 26             | Ogrodnik Patton                                | Floral Patton                         |
| 26             | Zastępcza sierota                              | Orphan Substitute                     |
|                |                                                |                                       |